# Böstesjö
Böstesjö är en sjö i Falkenbergs kommun i Halland och ingår i Ätrans huvudavrinningsområde. Sjön har en area på 0,0864 kvadratkilometer och ligger 134,5 meter över havet.

## Delavrinningsområde
Böstesjö ingår i det delavrinningsområde (634269-132003) som SMHI kallar för Mynnar i Högvadsån. Medelhöjden är 142 meter över havet och ytan är 19,95 kvadratkilometer. Det finns ett avrinningsområde uppströms, och räknas det in blir den ackumulerade arean 38,01 kvadratkilometer. Skärshultaån som avvattnar avrinningsområdet har biflödesordning 3, vilket innebär att vattnet flödar genom totalt 3 vattendrag innan det når havet efter 49 kilometer. Avrinningsområdet består mestadels av skog (87 procent). Avrinningsområdet har 0,68 kvadratkilometer vattenytor vilket ger det en sjöprocent på 3,4 procent.